# Hans-Christian von Reibnitz
Hans-Christian Freiherr von Reibnitz (* 21. April 1960 in Athen) ist ein deutscher Diplomat. Er ist seit September 2022 Leiter der Botschaft der Bundesrepublik Deutschland in Kuwait.

## Leben
Von Reibnitz absolvierte von 1979 bis 1985 ein Studium der Rechtswissenschaften und legte 1985 die Erste juristische Staatsprüfung sowie nach Ableistung des juristischen Vorbereitungsdienstes 1988 die Zweite juristische Staatsprüfung ab.
1989 trat von Reibnitz in den Auswärtigen Dienst ein und fand nach Ableistung des Vorbereitungsdienstes für den höheren Auswärtigen Dienst sowie der Laufbahnprüfung von 1990 bis 1992 zunächst eine Verwendung in der Zentrale des Auswärtigen Amtes sowie im Anschluss zwischen 1992 und 1995 an der Botschaft in der Türkei. Danach fungierte er von 1995 bis 1999 als Leiter der Außenstelle der Botschaft in Nigeria in Abuja und war nach seiner Rückkehr seit 1999 wieder im Auswärtigen Amt in Berlin tätig und dort zwischen 2000 und 2003 stellvertretender Referatsleiter.
Im Anschluss war von Reibnitz von 2003 bis 2006 Ständiger Vertreter des Botschafters in Zypern und wurde danach zwischen 2006 und 2009 zur NATO nach Brüssel abgeordnet, wo er als stellvertretender Kabinettschef im Büro von NATO-Generalsekretär Jaap de Hoop Scheffer eingesetzt wurde. Nach seiner Rückkehr war er zwischen 2009 und 2010 Referatsleiter im Auswärtigen Amt und dann von 2010 bis 2011 Abteilungsleiter für Transition im Büro des Hohen Zivilen Beauftragten der NATO in Afghanistan, ehe er zwischen 2011 und 2012 im Auswärtigen Amt eine Sprachfortbildung absolvierte.
Im September 2012 wurde von Reibnitz Botschafter in Oman und damit Nachfolger von Angelika Renate Storz-Chakarji, die wiederum Botschafterin in Katar wurde. Dieses Amt hatte er bis 2017 inne. Von 2017 bis 2022 war er stellvertretender Leiter der Botschaft Riad und im September 2022 übernahm er die Leitung der Botschaft Kuwait. Am 7. März 2023 wurde er vom Emir des Staates Kuwait Ahmad Nawaf al-Ahmad as-Sabah zur Überreichung seines Beglaubigungsschreibens empfangen und somit offiziell als Botschafter akkreditiert.